# Peñaescabia
Peñaescabia är en bergstopp i Spanien.   Den ligger i provinsen Província de Castelló och regionen Valencia, i den östra delen av landet, 260 km öster om huvudstaden Madrid. Toppen på Peñaescabia är 1 331 meter över havet.
Terrängen runt Peñaescabia är huvudsakligen kuperad, men åt nordost är den platt.Runt Peñaescabia är det glesbefolkat, med 20 invånare per kvadratkilometer. Närmaste större samhälle är Jérica, 15,6 km öster om Peñaescabia. 